# Italská fojtství

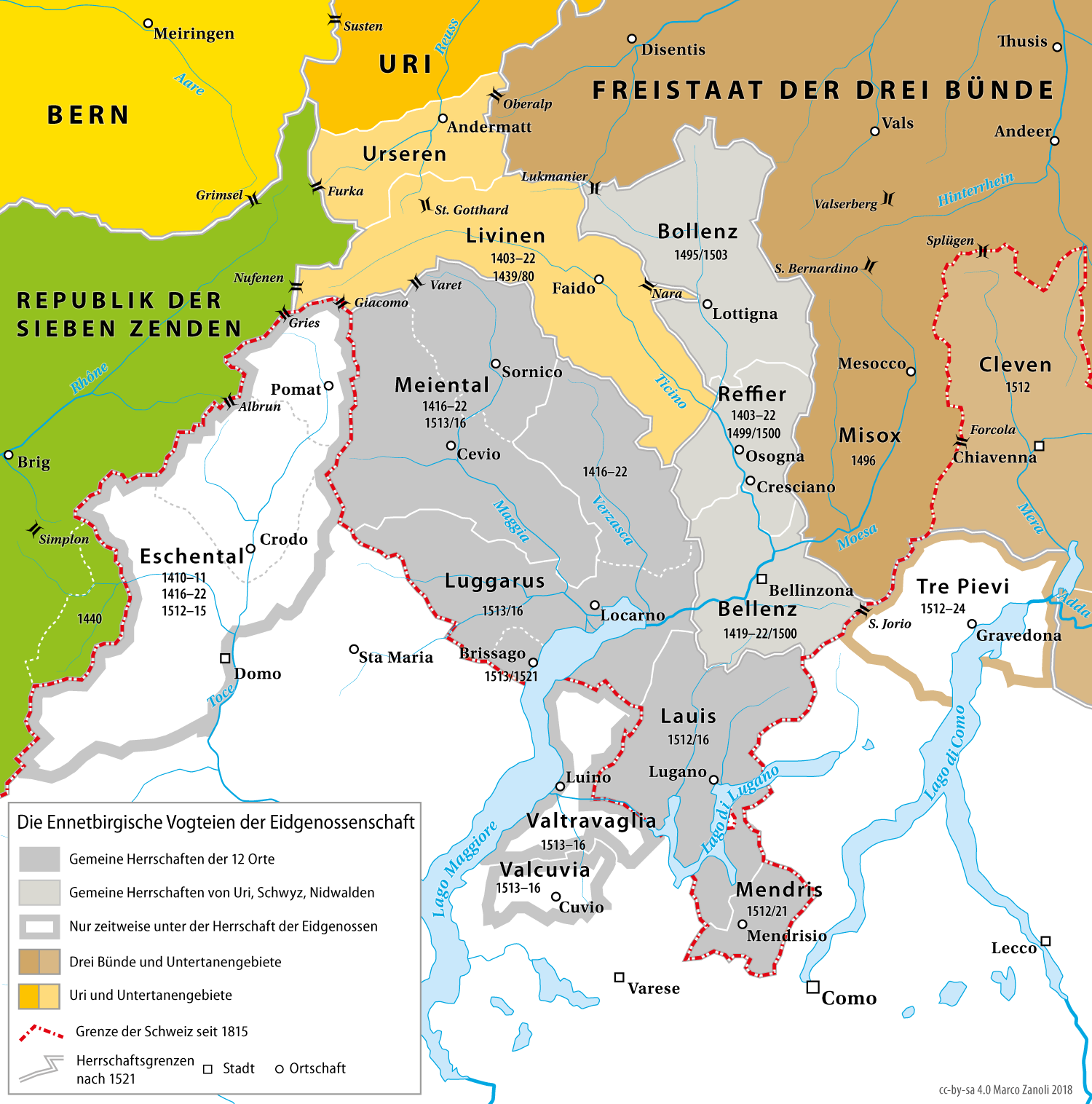
Mapa Italských fojtství staré švýcarské konfederace

Italská fojtství, či Vlašská fojtství označují historické územně správní jednotky na území moderního kantonu Ticino, existující v období staré švýcarské konfederace. Jednalo se o územní jednotky se statusem společné panství (Gemeine Herrschaften), spravovaná společně několika kantony. Tato fojtství se stala součástí Švýcarska v letech 1403–1512. Čtyři západní fojtství (Valle di Maggia, Locarno, Lugano a Mendrision byla ve společné správě dvanácti ze třinácti starých kantonů (na správě žádného z nich se nepodílel kanton Appenzell). Tři severovýchodní fojtství (Bellionzona, Blenio a Riviera byly ve společné správě kantonů Uri, Schwyz a Nidwalden. Pouze severně položená Leventina byla ve výlučném vlastnictví kantonu Uri.
Ossolské údolí, Luino, Cuvijské údolí a údolí Travaglia byly pod švýcarskou nadvládou jen dočasně. V neklidných letech 1512 až 1516 údolní obce často střídaly majitele. Francie odebrala Ossolské údolí, Mendrisio a Balerna Švýcarsku kolem roku 1515. Vzhledem k tomu, že údolní komunity nebyly konkrétně zmíněny ve Věčném míru z roku 1516, zůstala jejich příslušnost spornou otázkou mezi Švýcarskem a Milánským vévodstvím. Roku 1521 se Brissago a v roce 1526 Mendrisio a Balerna natrvalo staly součástí Konfederace. Císař Karel V. vyměnil poslední jmenované za Luino, Cuvijské údolí a Travagliu. Roku 1798 se fojství Bellinzona, Blenio, Leventina a Riviera staly součástí nově vytvořeného kantonu Bellinzona, zatímco fojtství Valle di Maggia, Locarno, Lugano a Mendrisio spolu vytvořila nový kanton Lugano.
Z územního vymezení těchto fojtství vychází územní vymezení moderních okresů kantonu Ticino, přičemž výrazně odchylná je pouze hranice mezi okresem Lugano a okresem Mendrisio, přičemž okres Mendrisio je výrazně větší, než historické fojtství Mendrisio.

## Jednotlivá fojtství a jejich italské a německé názvy
- Bellinzona / Bellenz
- Blenio / Bollenz
- Lugano / Lauis
- Leventina / Livinen
- Locarno / Luggarus
- Vallemaggia / Maiental
- Mendrisio / Mendris
- Riviera / Reffier